# Wincenty Korab-Brzozowski
Wincenty Korab-Brzozowski, pseud. Vincent de Korab (ur. w 1877 w Latakii w Syrii, zm. 3 kwietnia 1941 w Warszawie), polski poeta piszący zarówno w języku polskim jak i francuskim, którego postać owiano barwną legendą w stylu Arthura Rimbauda jeszcze za jego życia; również autor niewielkiej ilości prozy poetyckiej oraz tłumacz literatury francuskiej i orientalnej.
Swego czasu poeta kojarzony był głównie z cyganerią krakowską Młodej Polski oraz kręgiem Stanisława Przybyszewskiego. U schyłku XIX wieku dzięki głośnej publikacji Powinowactw cieni i kwiatów o zmierzchu (1899) osoba Wincentego Koraba-Brzozowskiego otoczona została atmosferą obyczajowego skandalu, zdobywając tym samym dość spory rozgłos. Od daty wybuchu I wojny światowej aż do czasów współczesnych jego twórczość popadła jednak w niemal całkowite zapomnienie.
Wincentego Koraba-Brzozowskiego postrzega się zazwyczaj jako przedstawiciela polskiego symbolizmu oraz późnego okresu parnasizmu; w jego synkretycznej technice poetyckiej − odrzucanej niegdyś przez krytykę literacką − współcześni badacze dopatrują się prekursorstwa względem strumienia świadomości.
Bratem i zarazem tłumaczem autora Duszy mówiącej był przedwcześnie zmarły poeta dekadentyzmu, Stanisław Korab-Brzozowski, z którym Wincenty napisał cykl sonetów. Z kolei ojcem obu był poeta romantyczny i powstaniec styczniowy, Karol Brzozowski.

## Życiorys
Wiódł życie wędrownego cygana wzorem Rimbauda, Paula Gauguina i van Gogha. Przez całe życie podróżował po Dalekim i Bliskim Wschodzie (Turcja, Izrael), w Polsce osiedlając się na krótko przed śmiercią.

## Twórczość
Był obok Antoniego Langego głównym polskim poetą, który kultywował filozofię buddyjską oraz światopogląd i tradycję Dalekiego i Bliskiego Wschodu.

### „Dusza mówiąca”
Cały dorobek literacki Wincentego Koraba-Brzozowskiego zamyka się w tomie Dusza mówiąca (J. Mortkowicz, Kraków : Druk W. L. Anczyca i Sp., Warszawa, 1910)

## Badania nad twórczością poety
Monograficzne omówienie pisarstwa autora Powinowactwa cieni i kwiatów o zmierzchu zostało sporządzone przez dra Bartłomieja Borka z Uniwersytetu Marii Curie-Skłodowskiej w Lublinie. Praca doktorska pt. Świat wyobraźni poetyckiej Wincentego Korab-Brzozowskiego – próba monografii została wyróżniona przez Rektora Uniwersytetu. Borek jest również autorem licznych studiów nad twórczością poety, które zostały opublikowane w czasopismach typu: "Ruch Literacki", "Humanistyka i Przyrodoznawstwo" czy "Przegląd Humanistyczny".

## Przekłady

### Przekłady poetów obcych
- Eryfilia i Stance Jeana Moréasa
- Czarny sen jak głaz... Paula Verlaine’a
- Divan Minutszera
- Mimy Marcela Schwoba
- Centaur Maurice de Guérina
- Księga Nicości Omara Chajjama[7]
- Prorok Isa Shaykha Abú Ismy'ila 'Abdu'llaha Ansáriego[8]